# Aureille
Aureille é uma comuna francesa na região administrativa da Provença-Alpes-Costa Azul, no departamento de Bouches-du-Rhône. Estende-se por uma área de 21,74 km². Em 2010 a comuna tinha 1 548 habitantes (densidade: 71,2 hab./km²).